# Liste der Länderspiele der grönländischen Fußballauswahl

Ehemaliges Logo des Verbandes Kalaallit Arsaattartut Kattuffiat

Diese Liste enthält alle offiziellen und inoffiziellen Länderspiele der grönländischen Fußballauswahl der Männer.

## 1980 bis 1989
| Nr. | Datum      | Ergebnis | Gegner   |   | Austragungsort       | Anlass             | Bemerkungen                                                                                                 |
| --- | ---------- | -------- | -------- | - | -------------------- | ------------------ | --- |
| 1   | 02.07.1980 | 0:6      | Färöer   | * | Sauðárkrókur, Island | Grönland Cup 1980  | Erstes Spiel auf neutralem Grund, Erstes Länderspiel gegen die Färöer, Erste Niederlage, Höchste Niederlage |
| 2   | 03.07.1980 | 1:4      | Island   | A | Húsavík, Island      | Grönland Cup 1980  | Erstes Länderspiel gegen Island, Erstes Auswärtsspiel                                                       |
| 3   | 29.06.1983 | 0:0      | Färöer   | H | Nuuk, Grönland       | Grönland Cup 1983  | Erstes Heimspiel, Erstes Unentschieden                                                                      |
| 4   | 03.07.1983 | 2:3      | Färöer   | H | Nuuk, Grönland       | Grönland Cup 1983  | |
| 5   | 03.08.1984 | 0:1      | Island   | * | Fuglafjørður, Färöer | Grönland Cup 1984  | |
| 6   | 05.08.1984 | 0:1      | Färöer   | A | Klaksvík, Färöer     | Grönland Cup 1984  | |
| 7   | 07.08.1984 | 2:4      | Färöer   | A | Tórshavn, Färöer     | Freundschaftsspiel | |
| 8   | ??.??.1986 | 3:5      | Åland    | A | Åland                | Freundschaftsspiel | Erstes Länderspiel gegen Åland                                                                              |
| 9   | 06.07.1989 | 4:1      | Shetland | * | Vágur, Färöer        | Island Games 1989  | Erstes Länderspiel gegen Shetland, Erster Sieg                                                              |
| 10  | 09.07.1989 | 0:3      | Färöer   | A | Fuglafjørður, Färöer | Island Games 1989  | |
| 11  | 11.07.1989 | 0:3      | Åland    | * | Sandur, Färöer       | Island Games 1989  | |
| 12  | 12.07.1989 | 0:1      | Anglesey | * | Klaksvík, Färöer     | Island Games 1989  | Erstes Länderspiel gegen Anglesey                                                                           |

## 1990 bis 1999
| Nr. | Datum      | Ergebnis | Gegner        |   | Austragungsort                        | Anlass            | Bemerkungen                            |
| --- | ---------- | -------- | ------------- | - | ------------------------------------- | ----------------- | -------------------------------------- |
| 13  | 24.06.1991 | 3:4      | Jersey        | * | Åland                                 | Island Games 1991 | Erstes Länderspiel gegen Jersey        |
| 14  | 25.06.1991 | 2:3      | Färöer        | * | Åland                                 | Island Games 1991 |                                        |
| 15  | 26.06.1991 | 2:5      | Shetland      | * | Åland                                 | Island Games 1991 |                                        |
| 16  | 28.06.1991 | 1:3      | Isle of Wight | * | Åland                                 | Island Games 1991 | Erstes Länderspiel gegen Isle of Wight |
| 17  | 04.07.1993 | 1:0      | Anglesey      | * | Isle of Wight, Vereinigtes Königreich | Island Games 1993 |                                        |
| 18  | 05.07.1993 | 2:4      | Jersey        | * | Isle of Wight, Vereinigtes Königreich | Island Games 1993 |                                        |
| 19  | 06.07.1993 | 5:0      | Gibraltar     | * | Isle of Wight, Vereinigtes Königreich | Island Games 1993 | Erstes Länderspiel gegen Gibraltar     |
| 20  | 09.07.1993 | 1:2      | Åland         | * | Isle of Wight, Vereinigtes Königreich | Island Games 1993 |                                        |
| 21  | 16.07.1995 | 1:0      | Gibraltar     | A | Gibraltar                             | Island Games 1995 |                                        |
| 22  | 17.07.1995 | 1:2      | Anglesey      | * | Gibraltar                             | Island Games 1995 |                                        |
| 23  | 18.07.1995 | 4:0      | Isle of Man   | * | Gibraltar                             | Island Games 1995 | Erstes Länderspiel gegen Isle of Man   |
| 24  | 20.07.1995 | 1:2      | Isle of Wight | * | Gibraltar                             | Island Games 1995 |                                        |
| 25  | 21.07.1995 | 3:6      | Jersey        | * | Gibraltar                             | Island Games 1995 |                                        |
| 26  | 30.06.1997 | 1:2      | Jersey        | A | Jersey                                | Island Games 1997 |                                        |
| 27  | 01.07.1997 | 0:0      | Guernsey      | * | Jersey                                | Island Games 1997 | Erstes Länderspiel gegen Guernsey      |
| 28  | 02.07.1997 | 1:5      | Gibraltar     | * | Jersey                                | Island Games 1997 |                                        |
| 29  | 03.07.1997 | 1:2      | Frøya         | * | Jersey                                | Island Games 1997 | Erstes Länderspiel gegen Frøya         |
| 30  | 27.06.1999 | 1:4      | Saaremaa      | * | Väskinde, Schweden                    | Island Games 1999 | Erstes Länderspiel gegen Saaremaa      |
| 31  | 28.06.1999 | 3:1      | Frøya         | * | Dalhem, Schweden                      | Island Games 1999 |                                        |
| 32  | 29.06.1999 | 2:7      | Isle of Wight | * | Väskinde, Schweden                    | Island Games 1999 |                                        |
| 33  | 01.07.1999 | 0:2      | Rhodos        | * | Fårösund, Schweden                    | Island Games 1999 | Erstes Länderspiel gegen Rhodos        |
| 34  | 02.07.1999 | 2:7      | Gotland       | * | Norrbacka, Schweden                   | Island Games 1999 | Erstes Länderspiel gegen Gotland       |

## 2000 bis 2009
| Nr. | Datum      | Ergebnis  | Gegner                        |   | Austragungsort                   | Anlass             | Bemerkungen                                          |
| --- | ---------- | --------- | ----------------------------- | - | -------------------------------- | ------------------ | ---------------------------------------------------- |
| 35  | 30.06.2001 | 4:1       | Tibet                         | * | Kopenhagen, Dänemark             | Freundschaftsspiel | Erstes Länderspiel gegen Tibet                       |
| 36  | 04.07.2001 | 1:5       | Sápmi                         | * | Odense, Dänemark                 | Freundschaftsspiel | Erstes Länderspiel gegen Sápmi                       |
| 37  | 08.07.2001 | 0:0       | Isle of Wight                 | * | Isle of Man                      | Island Games 2001  |                                                      |
| 38  | 09.07.2001 | 0:2       | Rhodos                        | * | Isle of Man                      | Island Games 2001  |                                                      |
| 39  | 12.07.2001 | 4:0       | Falklandinseln                | * | Isle of Man                      | Island Games 2001  | Erstes Länderspiel gegen die Falklandinseln          |
| 40  | 13.07.2001 | 2:0       | Saaremaa                      | * | Isle of Man                      | Island Games 2001  |                                                      |
| 41  | 29.06.2003 | 2:1       | Isle of Wight                 | * | Guernsey                         | Island Games 2003  |                                                      |
| 42  | 30.06.2003 | 0:2       | Gibraltar                     | * | Guernsey                         | Island Games 2003  |                                                      |
| 43  | 01.07.2003 | 16:0      | Sark                          | * | Guernsey                         | Island Games 2003  | Erstes Länderspiel gegen Sark, Höchster Sieg         |
| 44  | 03.07.2003 | 3:0       | Alderney                      | * | Guernsey                         | Island Games 2003  | Erstes Länderspiel gegen Alderney                    |
| 45  | 04.07.2003 | 2:1 n. V. | Gotland                       | * | Guernsey                         | Island Games 2003  |                                                      |
| 46  | 10.07.2005 | 0:0       | Anglesey                      | * | Shetland, Vereinigtes Königreich | Island Games 2005  |                                                      |
| 47  | 11.07.2005 | 2:1       | Orkney                        | * | Shetland, Vereinigtes Königreich | Island Games 2005  | Erstes Länderspiel gegen Orkney                      |
| 48  | 12.07.2005 | 4:4       | Äußere Hebriden               | * | Shetland, Vereinigtes Königreich | Island Games 2005  | Erstes Länderspiel gegen die Äußeren Hebriden        |
| 49  | 13.07.2005 | 0:6       | Guernsey                      | * | Shetland, Vereinigtes Königreich | Island Games 2005  | Höchste Niederlage                                   |
| 50  | 15.07.2005 | 2:3       | Åland                         | * | Shetland, Vereinigtes Königreich | Island Games 2005  |                                                      |
| 51  | 29.05.2006 | 0:1       | Türkische Republik Nordzypern | * | Hamburg, Deutschland             | FIFI Wild Cup      | Erstes Länderspiel gegen Nordzypern                  |
| 52  | 31.05.2006 | 2:4       | Sansibar                      | * | Hamburg, Deutschland             | FIFI Wild Cup      | Erstes Länderspiel gegen Sansibar                    |
| 53  | 19.11.2006 | 2:0       | Gagausien                     | * | Kyrenia, Zypern                  | ELF Cup            | Erstes Länderspiel gegen Gagausien                   |
| 54  | 20.11.2006 | 2:6       | Kirgisistan                   | * | Kyrenia, Zypern                  | ELF Cup            | Erstes Länderspiel gegen Kirgisistan                 |
| 55  | 21.11.2006 | 1:1       | Sansibar                      | * | Kyrenia, Zypern                  | ELF Cup            |                                                      |
| 56  | 28.06.2009 | 2:4       | Åland                         | * | Mariehamn, Åland                 | Island Games 2009  |                                                      |
| 57  | 29.06.2009 | 0:6       | Menorca                       | * | Sund, Åland                      | Island Games 2009  | Erstes Länderspiel gegen Menorca, Höchste Niederlage |
| 58  | 30.06.2009 | 3:1       | Shetland                      | * | Sund, Åland                      | Island Games 2009  |                                                      |
| 59  | 02.07.2009 | 3:4       | Gotland                       | * | Jomala, Åland                    | Island Games 2009  |                                                      |

## 2010 bis 2019
| Nr. | Datum      | Ergebnis             | Gegner          |   | Austragungsort                        | Anlass            | Bemerkungen                      |
| --- | ---------- | -------------------- | --------------- | - | ------------------------------------- | ----------------- | -------------------------------- |
| 60  | 26.06.2011 | 1:2                  | Rhodos          | * | Isle of Wight, Vereinigtes Königreich | Island Games 2011 |                                  |
| 61  | 27.06.2011 | 2:3                  | Menorca         | * | Isle of Wight, Vereinigtes Königreich | Island Games 2011 |                                  |
| 62  | 28.06.2011 | 1:2                  | Jersey          | * | Isle of Wight, Vereinigtes Königreich | Island Games 2011 |                                  |
| 63  | 30.06.2011 | 1:0                  | Äußere Hebriden | * | Isle of Wight, Vereinigtes Königreich | Island Games 2011 |                                  |
| 64  | 14.07.2013 | 0:3                  | Bermuda         | A | Hamilton, Bermuda                     | Island Games 2013 | Erstes Länderspiel gegen Bermuda |
| 65  | 15.07.2013 | 12:0                 | Frøya           | * | Hamilton, Bermuda                     | Island Games 2013 |                                  |
| 66  | 17.07.2013 | 9:0                  | Falklandinseln  | * | Hamilton, Bermuda                     | Island Games 2013 |                                  |
| 67  | 18.07.2013 | 0:1                  | Bermuda         | A | Hamilton, Bermuda                     | Island Games 2013 |                                  |
| 68  | 28.06.2015 | 2:2                  | Menorca         | * | Jersey                                | Island Games 2015 |                                  |
| 69  | 30.06.2015 | 2:0                  | Åland           | * | Jersey                                | Island Games 2015 |                                  |
| 70  | 01.07.2015 | 2:1                  | Saaremaa        | * | Jersey                                | Island Games 2015 |                                  |
| 71  | 03.07.2015 | 2:1                  | Isle of Wight   | * | Jersey                                | Island Games 2015 |                                  |
| 72  | 25.06.2017 | 3:0                  | Äußere Hebriden | * | Gotland, Schweden                     | Island Games 2017 |                                  |
| 73  | 26.06.2017 | 2:2                  | Frøya           | * | Gotland, Schweden                     | Island Games 2017 |                                  |
| 74  | 27.06.2017 | 1:0                  | Gotland         | A | Gotland, Schweden                     | Island Games 2017 |                                  |
| 75  | 29.06.2017 | 1:1 n. V., 3:1 i. E. | Menorca         | * | Gotland, Schweden                     | Island Games 2017 |                                  |
| 76  | 30.06.2017 | 0:6                  | Isle of Man     | * | Gotland, Schweden                     | Island Games 2017 | Höchste Niederlage               |

## 2020 bis 2029
| Nr. | Datum      | Ergebnis        | Gegner        |   | Austragungsort          | Anlass             | Bemerkungen                                |
| --- | ---------- | --------------- | ------------- | - | ----------------------- | ------------------ | ------------------------------------------ |
| 77  | 23.09.2022 | 0:1             | Kosovo (U-21) | * | Antalya, Türkei         | Freundschaftsspiel | Erstes Länderspiel gegen den Kosovo (U-21) |
| 78  | 09.07.2023 | 2:2 (4:3 i. E.) | Orkney        | * | Saint Martin, Guernsey  | Island Games 2023  |                                            |
| 79  | 10.07.2023 | 2:0             | Frøya         | * | Saint Sampson, Guernsey | Island Games 2023  |                                            |
| 80  | 11.07.2023 | 2:3             | Bermuda       | * | Saint Sampson, Guernsey | Island Games 2023  |                                            |
| 81  | 13.07.2023 | 1:5             | Shetland      | * | Saint Sampson, Guernsey | Island Games 2023  |                                            |

## Statistik
Legende
- Sp. = Spiele
- Sg. = Siege
- Uts. = Unentschieden
- Ndl. = Niederlagen
- Hintergrundfarbe grün = positive Bilanz
- Hintergrundfarbe gelb = ausgeglichene Bilanz
- Hintergrundfarbe rot = negative Bilanz

### Kontinentalverbände
| Kontinentalverband                 | Sp. | S | U | N | Torverhältnis |
| ---------------------------------- | --- | - | - | - | ------------- |
| AFC (Asien)                        | 1   | 0 | 0 | 1 | 2:6           |
| CAF (Afrika)                       | 0   | 0 | 0 | 0 | 0:0           |
| CONCACAF (Nord- und Mittelamerika) | 3   | 0 | 0 | 3 | 2:7           |
| CONMEBOL (Südamerika)              | 0   | 0 | 0 | 0 | 0:0           |
| OFC (Ozeanien)                     | 0   | 0 | 0 | 0 | 0:0           |
| UEFA (Europa)                      | 4   | 0 | 0 | 4 | 3:9           |
| Gesamt                             | 8   | 0 | 0 | 8 | 7:22          |

### Kontinente
| Kontinentalverband      | Sp. | S  | U  | N  | Torverhältnis |
| ----------------------- | --- | -- | -- | -- | ------------- |
| Asien                   | 3   | 1  | 0  | 2  | 6:8           |
| Afrika                  | 2   | 0  | 1  | 1  | 3:5           |
| Nord- und Mittelamerika | 3   | 0  | 0  | 3  | 2:7           |
| Südamerika              | 2   | 2  | 0  | 0  | 13:0          |
| Ozeanien                | 0   | 0  | 0  | 0  | 0:0           |
| Europa                  | 71  | 22 | 9  | 40 | 131:161       |
| Gesamt                  | 81  | 25 | 10 | 46 | 155:181       |

### Länder
| Kontinentalverband            | Sp. | S  | U  | N  | Torverhältnis |
| ----------------------------- | --- | -- | -- | -- | ------------- |
| Åland                         | 6   | 1  | 0  | 5  | 10:17         |
| Alderney                      | 1   | 1  | 0  | 0  | 3:0           |
| Anglesey                      | 4   | 1  | 1  | 2  | 2:3           |
| Äußere Hebriden               | 3   | 2  | 1  | 0  | 8:4           |
| Bermuda                       | 3   | 0  | 0  | 3  | 2:7           |
| Falklandinseln                | 2   | 2  | 0  | 0  | 13:0          |
| Färöer                        | 7   | 0  | 1  | 6  | 6:20          |
| Frøya                         | 5   | 3  | 1  | 1  | 20:5          |
| Gagausien                     | 1   | 1  | 0  | 0  | 2:0           |
| Gibraltar                     | 4   | 2  | 0  | 2  | 7:7           |
| Gotland                       | 4   | 2  | 0  | 2  | 8:12          |
| Guernsey                      | 2   | 0  | 1  | 1  | 0:6           |
| Island                        | 2   | 0  | 0  | 2  | 1:5           |
| Isle of Man                   | 2   | 1  | 0  | 1  | 4:6           |
| Isle of Wight                 | 6   | 2  | 1  | 3  | 8:14          |
| Jersey                        | 5   | 0  | 0  | 5  | 10:18         |
| Kirgisistan                   | 1   | 0  | 0  | 1  | 2:6           |
| Kosovo (U-21)                 | 1   | 0  | 0  | 1  | 0:1           |
| Menorca                       | 4   | 0  | 2  | 2  | 5:12          |
| Orkney                        | 2   | 1  | 1  | 0  | 4:3           |
| Rhodos                        | 3   | 0  | 0  | 3  | 1:6           |
| Saaremaa                      | 3   | 2  | 0  | 1  | 5:5           |
| Sansibar                      | 2   | 0  | 1  | 1  | 3:5           |
| Sápmi                         | 1   | 0  | 0  | 1  | 1:5           |
| Sark                          | 1   | 1  | 0  | 0  | 16:0          |
| Shetland                      | 4   | 2  | 0  | 2  | 10:12         |
| Tibet                         | 1   | 1  | 0  | 0  | 4:1           |
| Türkische Republik Nordzypern | 1   | 0  | 0  | 1  | 0:1           |
| Gesamt                        | 81  | 25 | 10 | 46 | 155:181       |